# David Mundell
David Gordon Mundell (ur. 27 maja 1962 w Dumfries) – brytyjski polityk, członek Partii Konserwatywnej. W latach 1999–2005 deputowany do Parlamentu Szkockiego. Od 2005 jest  posłem do Izby Gmin (od 2005 do 2017 był jedynym torysem wybranym w Szkocji do niższej izby parlamentu). W latach 2015–2019 minister ds. Szkocji w gabinetach Davida Camerona i Theresy May.

## Życiorys

### Młodość i kariera zawodowa
Jest absolwentem prawa na Uniwersytecie Edynburskim, a także studiów MBA na University of Strathclyde. Jako nastolatek był członkiem młodzieżówki Partii Konserwatywnej, ale później przeszedł do Partii Socjaldemokratycznej i w jej barwach zasiadał w latach 1984-1987 w organach samorządu terytorialnego w hrabstwie Dumfries and Galloway. Po ukończeniu studiów przez 12 lat pozostawał poza czynnym życiem politycznym, skupiając się na karierze zawodowej, której większą część spędził w firmie BT Group. W tym czasie powrócił do Partii Konserwatywnej, ale nie ubiegał się o żadne stanowiska.

### Kariera polityczna
W 1999 z powodzeniem wystartował w pierwszych wyborach do odrodzonego parlamentu Szkocji.  W 2005 był kandydatem konserwatystów do Izby Gmin w okręgu wyborczym Dumfriesshire, Clydesdale and Tweeddale, położonym w południowej Szkocji. Udało mu się uzyskać mandat jako jedynemu w całej Szkocji członkowi swojej partii. Powtórzył ten wyczyn w wyborach w 2010 i wyborach w 2015 roku. Reelekcje uzyskiwał również podczas wyborów w 2017, 2019 i 2024. W latach 2010–2015 był parlamentarnym podsekretarzem stanu w ministerstwie ds. Szkocji, którym kierowali, zgodnie z zawartą umową koalicyjną, politycy Liberalnych Demokratów. Od 11 maja 2015 do 24 lipca 2019 był ministrem ds. Szkocji w gabinetach Davida Camerona i Theresy May.